# さんま&岡村祭り オトコってバカねSP
『さんま&岡村祭り オトコってバカねSP』（さんまアンドおかむらまつり オトコってバカねスペシャル）とは、日本テレビ系列で不定期で放送される特別番組であり、明石家さんまと岡村隆史（ナインティナイン）の冠番組でもある。

## 概要
『さんま&岡村のプレミアムトークショー 笑う!大宇宙スペシャル!!』、『さんま岡村の日本人なら選びたくなる二択ベスト50!SP!』に引き続き、明石家さんまと岡村隆史が司会としてタッグを組む3度目の番組。
苦手な女性をあえて公言し、女性たちに本音をぶつけてもらう。変わった恋愛観を持つ男性芸能人が女性に対する苦手だという事柄を挙げ、「バカねぇーガールズ先生」と呼ばれる女性たちに意見を聞く。

## 放送日時
- 第1弾：2014年9月29日 22:00 - 23:30（JST）
- 第2弾：2016年8月9日 21:00 - 22:54

## 出演者
司会
- 明石家さんま
- 岡村隆史（ナインティナイン）

進行
- 水卜麻美（日本テレビアナウンサー）

SPゲスト
- TAKAHIRO（EXILE）

ゲスト
- 風間トオル
- 岸博幸
- 高橋茂雄（サバンナ）

ナレーター
- 林田尚親

## ネット局
| 放送対象地域   | 放送局                    | 系列                           | 放送日時                    | 遅れ       |
| -------------- | ------------------------- | ------------------------------ | --------------------------- | ---------- |
| 関東広域圏     | 日本テレビ（NTV）         | 日本テレビ系列                 | 2014年9月29日 22:00 - 23:30 | 制作局     |
| 北海道         | 札幌テレビ（STV）         | 日本テレビ系列                 | 2014年9月29日 22:00 - 23:30 | 同時ネット |
| 青森県         | 青森放送（RAB）           | 日本テレビ系列                 | 2014年9月29日 22:00 - 23:30 | 同時ネット |
| 岩手県         | テレビ岩手（TVI）         | 日本テレビ系列                 | 2014年9月29日 22:00 - 23:30 | 同時ネット |
| 宮城県         | ミヤギテレビ（MMT）       | 日本テレビ系列                 | 2014年9月29日 22:00 - 23:30 | 同時ネット |
| 秋田県         | 秋田放送（ABS）           | 日本テレビ系列                 | 2014年9月29日 22:00 - 23:30 | 同時ネット |
| 山形県         | 山形放送（YBC）           | 日本テレビ系列                 | 2014年9月29日 22:00 - 23:30 | 同時ネット |
| 福島県         | 福島中央テレビ（FCT）     | 日本テレビ系列                 | 2014年9月29日 22:00 - 23:30 | 同時ネット |
| 山梨県         | 山梨放送（YBS）           | 日本テレビ系列                 | 2014年9月29日 22:00 - 23:30 | 同時ネット |
| 新潟県         | テレビ新潟（TeNY）        | 日本テレビ系列                 | 2014年9月29日 22:00 - 23:30 | 同時ネット |
| 長野県         | テレビ信州（TSB）         | 日本テレビ系列                 | 2014年9月29日 22:00 - 23:30 | 同時ネット |
| 静岡県         | 静岡第一テレビ（SDT）     | 日本テレビ系列                 | 2014年9月29日 22:00 - 23:30 | 同時ネット |
| 富山県         | 北日本放送（KNB）         | 日本テレビ系列                 | 2014年9月29日 22:00 - 23:30 | 同時ネット |
| 石川県         | テレビ金沢（KTK）         | 日本テレビ系列                 | 2014年9月29日 22:00 - 23:30 | 同時ネット |
| 福井県         | 福井放送（FBC）           | 日本テレビ系列／テレビ朝日系列 | 2014年9月29日 22:00 - 23:30 | 同時ネット |
| 中京広域圏     | 中京テレビ（CTV）         | 日本テレビ系列                 | 2014年9月29日 22:00 - 23:30 | 同時ネット |
| 近畿広域圏     | 読売テレビ（ytv）         | 日本テレビ系列                 | 2014年9月29日 22:00 - 23:30 | 同時ネット |
| 鳥取県・島根県 | 日本海テレビ（NKT）       | 日本テレビ系列                 | 2014年9月29日 22:00 - 23:30 | 同時ネット |
| 広島県         | 広島テレビ（HTV）         | 日本テレビ系列                 | 2014年9月29日 22:00 - 23:30 | 同時ネット |
| 山口県         | 山口放送（KRY）           | 日本テレビ系列                 | 2014年9月29日 22:00 - 23:30 | 同時ネット |
| 徳島県         | 四国放送（JRT）           | 日本テレビ系列                 | 2014年9月29日 22:00 - 23:30 | 同時ネット |
| 香川県・岡山県 | 西日本放送（RNC）         | 日本テレビ系列                 | 2014年9月29日 22:00 - 23:30 | 同時ネット |
| 愛媛県         | 南海放送（RNB）           | 日本テレビ系列                 | 2014年9月29日 22:00 - 23:30 | 同時ネット |
| 高知県         | 高知放送（RKC）           | 日本テレビ系列                 | 2014年9月29日 22:00 - 23:30 | 同時ネット |
| 福岡県         | 福岡放送（FBS）           | 日本テレビ系列                 | 2014年9月29日 22:00 - 23:30 | 同時ネット |
| 長崎県         | 長崎国際テレビ（NIB）     | 日本テレビ系列                 | 2014年9月29日 22:00 - 23:30 | 同時ネット |
| 熊本県         | くまもと県民テレビ（KKT） | 日本テレビ系列                 | 2014年9月29日 22:00 - 23:30 | 同時ネット |
| 大分県         | テレビ大分（TOS）         | 日本テレビ系列／フジテレビ系列 | 2014年9月29日 22:00 - 23:30 | 同時ネット |
| 鹿児島県       | 鹿児島読売テレビ（KYT）   | 日本テレビ系列                 | 2014年9月29日 22:00 - 23:30 | 同時ネット |

## スタッフ
- 構成：松井洋介、田中直人（田中→第2回）、町山広美、久保貴義、宮下勇二
- TM：木村博靖
- SW：三井隆裕（第2回）
- カメラ：村上和正（第2回）
- MIX：藤岡絵里子（第2回）
- VE：鈴木昭博（第2回）
- 照明：宮田千尋（第2回）
- 編集：土屋英明（第2回）
- MA：荒川望（第2回）
- 音効：森山顕仁
- 美術P：牧野沙和
- デザイン：栗原純二
- 美術協力：日テレアート
- 技術協力：ヌーベルバーグ、NiTRo、池田屋（池田屋→第2回）、ALL VISION
- タイトル&アニメーション：ニュー吟醸派、ミズヒロ、森下裕介、小笠原守代、三田信二
- TK：石島加奈子
- スタイリスト：山下貢理子
- 制作デスク：山本恭代
- リサーチ：田原拓郎（第2回）
- 投票コンテンツ（第2回）：寺本紀子、鈴木竜一、石川甚敬
- AD：中村勇貴、元脇嵩譲、酒井晋哉、山本圭一、稲田爽（全員→第2回）
- 制作進行（第2回）：雨宮雄太
- AP：柳祐輔、小林香央莉（小林→第2回）
- ディレクター：諏訪一三、塩入修、井上尚也•、上田崇博•、師岡靖成•、金田勇樹•（•がつく者→第2回）
- 演出：大岡慎介
- 総監督：菅賢治
- 企画監修：伊藤慎一（第1回は総合演出）
- プロデューサー：大友有一／小塩佳宏、本間正幸／小林宏充
- プロデューサー・演出：宮下仁志（第1回は総合演出）
- チーフプロデューサー：森實陽三（第2回）
- 制作協力：オフィスぼくら、SION
- 製作著作：日本テレビ

### 過去のスタッフ
全員第1回のみ担当
- SW：渡辺滋雄
- カメラ：津野祐一
- MIX：三石敏生
- VE：石野太一
- 照明：加藤恵介
- 編集：谷崎健一
- MA：神山幸久
- リサーチ：中原祐
- 編成：西川大助
- 宣伝：角田久美子
- 営業：足立美香
- ホームページ：高橋大輔
- データ放送：新津沙央理
- AD：木村諒、小原佑斗
- AP：竹村祐美
- ディレクター：福岡隆幸、冨田大介、小林智武
- 演出：那須太輔
- チーフプロデューサー：松崎聡男